# Elizaphan Ntakirutimana
Elizaphan Ntakirutimana (né en 1924 à Kibuye au Rwanda et mort le 22 janvier 2007 à Arusha en Tanzanie) était un pasteur de l'Église adventiste du septième jour du Rwanda, et premier pasteur à être condamné pour un rôle dans le génocide rwandais de 1994. 
En février 2003, le Tribunal pénal international pour le Rwanda a déclaré Ntakirutimana et son fils, le docteur Gérard, un médecin qui avait fait des études supérieures aux États-Unis avant de retourner au Rwanda, coupables de génocide commis au Rwanda en 1994. Le Tribunal a jugé hors de tout doute raisonnable que Ntakirutimana, lui-même appartenant à l'ethnie hutue, avait transporté des assaillants armés au complexe de Mugonero, où ils ont tué des centaines de réfugiés tutsis. Ntakirutimana a été condamné à 10 ans de prison. Il a été condamné sur la base de témoignages oculaires. Un certain nombre de condamnations ont été annulées en appel, mais la peine est restée inchangée. Il a été libéré le 6 décembre 2006 après avoir purgé 10 ans de prison et est décédé le mois suivant. 
Elizaphan Ntakirutimana est décédé le 22 janvier 2007, à l'âge de 82 ans.